# Cosmosoma determinata
Cosmosoma determinata är en fjärilsart som beskrevs av Butler 1876. Cosmosoma determinata ingår i släktet Cosmosoma och familjen björnspinnare. Inga underarter finns listade i Catalogue of Life.